# Diospyros obliquifolia
Diospyros obliquifolia là một loài thực vật có hoa trong họ Thị. Loài này được (Hiern ex Gürke) F.White mô tả khoa học đầu tiên năm 1963.